# Dos Callos
Dos Callos is een Belgische reus die de Dendermondse volkszanger Freddy Bertin (1946–2024) voorstelt.
De 3,9 m hoge 59 kg wegende reus werd in september 1988 in de Dendermondse wijk 't Keur door het toenmalige Café 't Schipken ter wereld gebracht en in diezelfde maand in het bevolkingsregister ingeschreven. Het was ter verering van Freddy Bertin, die de bijnamen Dos Callos en de blanke Braziliaan droeg en in Dendermondse sport- en bierkringen een bekend figuur was. De reus werd datzelfde jaar op 26 november gedoopt.
Dos Callos is frequent te zien in reuzenstoeten in de regio Dendermonde, zoals tijdens de jaarlijkse reuzenstoet in Grembergen, de Kovekenskermis in Lokeren, en de Reuzenhappening van Dijk92.